# Tessa Franken
Tessa Winter, geborene Franken (* 14. August 1966 in Düsseldorf) ist eine ehemalige deutsche Basketballspielerin.

## Laufbahn
Franken nahm 1982 mit der bundesdeutschen Kadettinnenauswahl an der Europameisterschaft in Finnland teil und erzielte während des Turniers im Schnitt neun Punkte je Begegnung. Bei den Juniorinnen-Europameisterschaften 1983 (in Italien) sowie 1984 (in Spanien) lief sie ebenfalls für die Auswahl des Deutschen Basketball-Bundes auf und war jeweils Leistungsträgerin. Ihren Einstand in der bundesdeutschen Damennationalmannschaft gab Franken im Juli 1985, bis 1991 bestritt sie 71 A-Länderspiele.
Sie spielte für Agon Düsseldorf, den deutschen Serienmeister der 1980er und frühen 1990er Jahre, ihr Vater Josef war Hauptsponsor der Erfolgstruppe. In der Saison 1985/86 weilte die Aufbauspielerin an der University of California, Los Angeles (UCLA) in den Vereinigten Staaten und gehörte dort zur Basketballhochschulmannschaft in der ersten NCAA-Division, sie kehrte im Sommer 1986 zu Agon Düsseldorf zurück. Später wechselte sie innerhalb der Bundesliga nach Wolfenbüttel, 1994/95 spielte sie mit der KuSG Leimen in der Bundesliga.
Sie blieb dem Basketballsport nach dem Ende ihrer Leistungssportkarriere verbunden: 2013 wurde sie mit der SG München deutsche Meisterin in der Altersklasse Ü45, zudem wurde sie mit der deutschen Auswahl 2013 Ü45-Weltmeisterin und 2014 dann Europameisterin. 2018 errang sie Gold bei der Ü50-EM.